# 음간
음간(陰間, intermediate state, interim state)은 기독교에서 사도신경의 'hell' 을 직역한 표현이다. 죽음의 세계를 뜻한다. 사도신경에 따르면 예수 그리스도가 십자가에 못박혀 죽은 뒤 3일 동안 내려갔던 곳이 음간이다. 성공회의 사도신경과 39개조 신조에 나오고, 대한민국의 개신교 교파에서는 성공회의 사도신경에만 등장하기 때문에 성공회에만 존재하는 개념으로 오해하기도 하지만, 영어권(잉글랜드, 스코틀랜드, 아일랜드, 미국, 캐나다, 호주, 뉴질랜드, 등등)에서 외우는 사도신경에는 교단에 상관 없이 모두 'hell' 이 나온다. 이 'hell' 을 일반적으로 이르는 지옥으로 보기에는 무리가 있기 때문에 대한성공회에서 '음간'으로 번역한 것이다. 음간은 로마 가톨릭교회의 연옥과는 분명히 다르며, 또한 아무 상관도 없는 개념이다.(성공회를 비롯한 모든 개신교에서는 연옥을 부정하고, 천국 또는 낙원과 지옥 또는 음부 둘만을 인정한다.)  